# Gabriele Wetzko
Gabriele Wetzko (n. 28 august 1954, Leipzig, RDG) este o înotătoare ce a reprezentat Germania, medaliată olimpică. A participat la 2 ediții ale Jocurilor Olimpice (1968, 1972) în care a câștigat 3 medalii de argint.